# سيليا إمري
سيليا إمري (بالإنجليزية: Celia Imrie)‏ هي ممثلة بريطانية، ولدت في 15 يوليو 1952 في المملكة المتحدة. من الجوائز التي نالتها جائزة لورنس أوليفيه.

## أعمال

### أفلام
- (1986) ساكن الجبال
- (1999) ترنيمة عيد الميلاد
- (1999) تهديد الشبح[7][8][9]
- (2001) مذكرات بريدجيت جونز[10]
- (2004) على حافة المنطق[11]
- (2015) فندق بست إكزوتك ماريجولد الثاني[12]
- (2016) رضيع بريدجت دجونس[13]
- (2017) عائلة متوحشة[14]
- (2018) ماما ميا! لنذهب مرة أخرى[15][16]

## جوائز
- جائزة لورنس أوليفيه

## وصلات خارجية
- سيليا إمري على موقع IMDb (الإنجليزية)
- سيليا إمري على موقع روتن توميتوز (الإنجليزية)
- سيليا إمري على موقع ألو سيني (الفرنسية)
- سيليا إمري على موقع ميوزك برينز (الإنجليزية)
- سيليا إمري على موقع أول موفي (الإنجليزية)
- سيليا إمري على موقع قاعدة بيانات الأفلام السويدية (السويدية)
- سيليا إمري على موقع إن إن دي بي (الإنجليزية)
- سيليا إمري على موقع ديسكوغز (الإنجليزية)
- سيليا إمري على موقع قاعدة بيانات الفيلم (الإنجليزية)
- سيليا إمري على موقع كينوبويسك (الروسية)